# 卑詩省17號公路
卑詩省17號公路是加拿大卑詩省一條省級公路。此公路主要分為兩段，並以渡輪連接起來。溫哥華島段又稱帕特里夏灣公路（Patricia Bay Highway），連接起域多利市區及位於北沙尼治的施瓦茲灣渡輪碼頭。而在海峽另一側的低陸平原段，又稱南菲沙外環道（South Fraser Perimeter Road），西起三角洲市的察華遜卑詩渡輪碼頭，東端則於素里市與橫加公路匯合。

## 路線概況

### 溫哥華島段
17號公路的溫哥華島段，即帕特里夏灣公路，有時會簡稱為帕特灣公路（Patricia Bay Highway），為沙尼治半島上的一條主要幹道。這條從域多利來往施瓦茲灣的公路全線以四線行車，全長為32（20英里）。自1978年班沙街延線（Blanshard Street extension）完工後，此段公路的路線便再沒有改動過。
公路的南端起點位於奧斯威戈街（Oswego Street）與貝維爾街（Belleville Street）交界，即域多利內港渡輪碼頭外。在此可乘搭往華盛頓州安吉利斯港及西雅圖的渡輪。公路從此起東延600（0.37英里），途經卑詩省議會大樓，於道格拉斯街（Douglas Street）於橫加公路（1號公路）交匯，並於180（0.11英里）外轉向北行。公路由此起沿著班沙街北延約3（1.9英里），在與通美道（Tolmie Avenue）交界後離開域多利市進入沙尼治區。約1.5（0.93英里）後，公路到達班沙街的北端終點，接上帕特里夏灣公路繼續北進。公路此起以高速公路規格延展約4.5（2.8英里），途經三個交匯處，並在經過皇家橡樹路（Royal Oak Drive）後變為一條四車道的主幹道。此路段維持約15.7（9.8英里），穿過中沙尼治及北沙尼治，然後在經過麥塔維殊路（McTavish Road）交匯處後進入悉尼鎮。在鎮內約3.3（2.1英里）的路段後，17號公路再次變為高速公路，並於約4（2.5英里）後到達北端終點—施瓦茲灣渡輪碼頭。

### 渡輪路線
17號公路於施瓦茲灣離開溫哥華島，經由一條長44（27英里）的渡輪航線穿過南海灣群島，並橫渡佐治亞海峽至低陸平原。此渡輪是卑詩渡輪系統中歷史最悠久的航線，在客運量上也長踞首位。在蜿蜒穿過海灣群島後，航線進入位處加利亞諾島及梅恩島之間的活躍水道。此水道極其狹窄，其中最窄處兩岸相距不足600（0.37英里），而且水流湍急，歷史上曾發生過兩宗渡輪碰撞事故，更有一艘渡輪意外擱淺。此處可謂是整條航線最危險的一段，因此當渡輪進入活躍水道時均需鳴笛示警，經過水道時也需降低航速。
在離開活躍水道後，航線朝東北方直線行進橫跨佐治亞海峽。途中，本航道會進入美國水域並航行約9（5.6英里），並在北緯49度線重新進入加拿大領海，並到達察華遜卑詩渡輪碼頭。

### 低陸平原段
17號公路低陸平原段，即南菲沙外環道，是卑詩交通廳的門戶計劃其中一個項目。此公路全部路段均以四線行車，部分路段達高速公路規格，而大部分路段均限速80每小時（50英里每小時）。公路大量使用隔音屏障，部分路段也以靜音物料舖設，以減少行車噪音。
公路全長44（27英里），西起察華遜卑詩渡輪碼頭，東端則於素里176街連接1號公路。公路從西端起先經過一段1.8（1.1英里）長的堤路回到察華遜半島，然後向東北繼續延伸5（3.1英里），並與17A號公路交匯。公路之後轉向東行，並沿著加拿大國家鐵路的三角洲港支線及72街行進約6.2（3.9英里），到達鄰近溫哥華垃圾堆填區的交匯處，連接上99號公路。此後約9.7（6.0英里），公路一直繞著伯恩斯沼澤外圍延伸，並途經蒂爾伯里工業區以南，最終連上91號公路連接路，使交通可經由91號公路通往南素里或新西敏。其後，公路沿著菲沙河南岸繼續東進約21（13英里），沿途於阿力克斯·菲沙橋、帕圖洛橋及曼港橋下經過，然後在與素里曲流公園（Surrey Bend Region Park）附近的104大道交匯後轉向南行，最終到達東端終點，與1號公路及15號公路交匯。

## 歷史

### 溫哥華島段
1978年之前，17號公路的南端終點位於現時的1號公路與克里路（Carey Road）交界。而於1978年，公路則沿著班沙街延至域多利市中心及內港碼頭，以提高交通流量。

### 低陸平原段
以前，公路的走線沿著現時17A號公路的路線延伸，並在喬治·馬西隧道前與99號公路的交匯處終止。
2006年，卑詩省政府開始推動門戶計劃，並提出要建設一條新的高速公路—南菲沙外環路，連接察華遜卑詩渡輪碼頭及1號公路。此公路可以促進貨物運輸，減輕原有交通網絡上的貨車交通，並大幅減少菲沙河南岸東西交通時間。
然而，此計劃遭到部分組織的反對。雖然公路的走線並不直接穿過伯恩斯沼澤生態保育區，但伯恩斯沼澤保育協會則認為公路的建設會影響附近一帶的水文，對保育區的生態會造成負面影響。
對於保育組織的憂慮，卑詩交通廳曾提出改善措施，但加拿大環境部回覆指這些措施並不足以紓解工程對於太平洋水鼩、水文、大氣沉積及生態完整性的影響。
2009年1月，南菲沙外環路正式開始動工。
2010年11月24日，伯恩斯沼澤保育協會提出訴訟，打算迫使公路改道甚至取消。 國際沼澤保育組織也因公路興建計劃而把伯恩斯沼澤列為受威脅級別。
同時，一些環保組織如加西郊野委員會也批評門戶計劃增加了溫室氣體排放。2011年初，部分抗議人士佔領了公路的一個地盤近兩星期。
2012年12月1日，公路的首部分工程正式完工通車。此路段全長10（6.2英里），由素里市136街延伸至現時的東端終點。而公路的西段則於2013年末完工，並於同年12月21日全線啟用通車，總造價為12.6億加元。而17號公路原有於28大道天橋以北路段則更名為17A號公路。
2017年3月10日，為紓緩交通擠塞，政府宣佈17號公路將會進行改進工程，包括以交匯處取代與91號公路連接路的交通燈位及新增通往河旁路（River Road）的交匯處。在工程完結後，皮廠路（Tannery Road）以西的所有路段均為高速公路。工程造價約為2.6億加元，由聯邦政府、卑詩省政府，以及溫哥華菲沙港口局聯合出資。此工程於2020年春季開始動工，通往河旁路的交匯處於同年12月率先啟用。2022年12月，來往91號公路連接路的交匯處也完工通車。

## 未來發展
長久以來，大量研究都指出17號公路溫哥華島段應升級為高速公路規格，而2007年的17號公路走廊規劃策略則把這願景推進一大步。規劃中，公路將會增設6個交匯處，以提升交通流量及速度。其中，麥塔維殊路交匯處已於2011年4月完成，而通往基庭路（Keating Cross Road）的天橋也於2023年開始動工，預計於2025年春季完成。
在帕圖洛橋更換工程的藍圖中，17號公路將會增設一個新的交匯處接駁大橋，並把史葛路（Scott Road）北延與公路交匯，以疏導素里的交通。然而，研究發現17號公路無法消化新增的交通流量，以致鄰近交通網絡也會出現嚴重延誤，因此該項目未能成事。根據2020年的最終提案，只有大橋的東行線能通往公路的西行線，而17號公路與舊耶魯路（Old Yale Road）的交界則會改建為分層交匯處。

## 道路交匯

### 溫哥華島段
| 行政區劃                                   | 地點     | 公里  | 英里  | 出口編號 | 連接                                           | 備註                                                                |
| ------------------------------------------ | -------- | ----- | ----- | -------- | ---------------------------------------------- | ------------------------------------------------------------------- |
| 首府地區                                   | 域多利   | 0.00  | 0.00  |          | 西南：奧斯威戈街西北：貝維爾街 內港渡輪碼頭    | 17號公路南端終點，貝維爾街則繼續西延 渡輪服務通往安吉利斯港及西雅圖 |
| 首府地區                                   | 域多利   | 0.60  | 0.37  |          | 道格拉斯街（1號公路） 往乃磨                   |                                                                     |
| 首府地區                                   | 域多利   | 1.30  | 0.81  |          | 班沙街                                         | 17號公路轉向沿班沙街北行                                            |
| 首府地區                                   | 域多利   | 1.60  | 0.99  |          | 莊臣街                                         | 只往東行                                                            |
| 首府地區                                   | 域多利   | 1.70  | 1.06  |          | 寶多來道（Pandora Avenue）                                   | 只往西行，可通往莊臣街橋                                            |
| 首府地區                                   | 域多利   | 4.00  | 2.49  |          | 通美道                                         | 域多利市之北面界線                                                  |
| 首府地區                                   | 沙尼治   | 4.86  | 3.02  |          | 威農道（Vernon Avenue）班沙街                               | 北行線轉為沿著威農道，南行線繼續與班沙街共構，兩街道均為單行道      |
| 首府地區                                   | 沙尼治   | 4.91  | 3.05  |          | 沙尼治路                                       |                                                                     |
| 首府地區                                   | 沙尼治   | 5.62  | 3.49  |          | 班沙街                                         | 單行道北端終點，接續為帕特里夏灣公路                                |
| 首府地區                                   | 沙尼治   | 6.56  | 4.08  | 7        | 麥健時道（McKenzie Avenue） 往1號公路、14號公路、乃磨、蘇克   | 交匯處                                                              |
| 首府地區                                   | 沙尼治   | 8.06  | 5.01  | 8        | 溫雅文道（Vanalmen Aveune）                                   | 只通往南行線                                                        |
| 首府地區                                   | 沙尼治   | 8.73  | 5.42  | 9        | 東南：奎特拉街（Quadra Street） 西北：西沙尼治路            | 交匯處，南行線不能通往西沙尼治路                                    |
| 首府地區                                   | 沙尼治   | 10.12 | 6.29  | 11       | 皇家橡樹路 往布蘭活灣                          | 交匯處，前17A號公路北行                                             |
| 首府地區                                   | 沙尼治   | 11.85 | 7.36  |          | 東面：哈利伯頓路（Haliburton Road） 西面：麋鹿湖徑（Elk Lake Drive）        |                                                                     |
| 首府地區                                   | 沙尼治   | 14.49 | 9.00  |          | 四華路（Sayward Road）                                     |                                                                     |
| 首府地區                                   | 中沙尼治 | 17.52 | 10.89 | 18       | 基庭路 往布蘭活灣、密爾灣                      | 只有北行出口及南行入口，可通往布查德花園                            |
| 首府地區                                   | 中沙尼治 | 18.47 | 11.48 | 19       | 島景路（Island View Road）                                     | 南行線可經此通往基庭路                                              |
| 首府地區                                   | 中沙尼治 | 20.96 | 13.02 | 21       | 紐頓山路（Mount Newton Cross Road） 往沙尼治頓、布蘭活灣              |                                                                     |
| 首府地區                                   | 北沙尼治 | 25.25 | 15.69 | 26       | 麥塔維殊路 往悉尼、 域多利國際機場、往美國渡輪 | 交匯處 華盛頓州渡輪往聖胡安群島、阿納科特斯                         |
| 首府地區                                   | 悉尼     | 27.44 | 17.05 | 28       | 燈塔道                                         |                                                                     |
| 首府地區                                   | 北沙尼治 | 30.90 | 19.20 | 31       | 東南：麥當勞公園道西面：韋恩路 往深灣          | 交匯處，前17A號公路南行                                             |
| 首府地區                                   | 北沙尼治 | 32.26 | 20.05 | 33       | 天涯海角路（Lands End Road）                                 | 交匯處，只有北行出口及南行入口                                      |
| 首府地區                                   | 北沙尼治 | 32.54 | 20.22 |          | 施瓦茲灣渡輪碼頭                               | 17號公路溫哥華段北端終點                                            |
| 1.000英里＝1.609公里；1.000公里＝0.621英里 |          |       |       |          |                                                |                                                                     |

### 低陸平原段
| 行政區劃                                   | 地點   | 公里  | 英里  | 出口編號                | 連接                                                                          | 備註                                                    |
| ------------------------------------------ | ------ | ----- | ----- | ----------------------- | ----------------------------------------------------------------------------- | ------------------------------------------------------- |
| 大溫哥華地區                               | 三角洲 | 0.00  | 0.00  |                         | 察華遜卑詩渡輪碼頭                                                            | 17號公路低陸平原段西端終點                              |
| 大溫哥華地區                               | 三角洲 | 2.73  | 1.70  |                         | 察華遜路                                                                      |                                                         |
| 大溫哥華地區                               | 三角洲 | 3.38  | 2.10  |                         | 沙利殊海路                                                                    |                                                         |
| 大溫哥華地區                               | 三角洲 | 4.31  | 2.68  |                         | 52街                                                                          |                                                         |
| 大溫哥華地區                               | 三角洲 | 5.32  | 3.31  |                         | 56街 往察華遜、羅伯茲角                                                       |                                                         |
| 大溫哥華地區                               | 三角洲 | 6.86  | 4.26  | 7                       | 17A號公路 往拉德納                                                            | 只有東行出口及西行入口                                  |
| 大溫哥華地區                               | 三角洲 | 7.60  | 4.72  | 8                       | 三角洲港路 往羅伯茲灣                                                         | 只有西行出口及東行入口                                  |
| 大溫哥華地區                               | 三角洲 | 13.09 | 8.13  | 13                      | 99號公路 往溫哥華國際機場、溫哥華、美加邊界、西雅圖                           | 交匯處，連接99號公路26號出口 西行線不能通往99號公路南行 |
| 大溫哥華地區                               | 三角洲 | 19.30 | 11.99 |                         | 蒂爾伯里連接路（Tilbury Connector）                                                            |                                                         |
| 大溫哥華地區                               | 三角洲 | 22.75 | 14.14 | 23 / 23B                | 91號公路連接路往 91號公路 往阿力克斯·菲沙橋、北三角洲大道（Nordel Way）、河旁路（東行） | 交匯處，連接91號公路8號出口                             |
| 大溫哥華地區                               | 三角洲 | 22.96 | 14.27 | 23A                     | 河旁路（西行）                                                                | 交匯處，沒有東行線出口                                  |
| 大溫哥華地區                               | 三角洲 | 24.01 | 14.92 | 從阿力克斯·菲沙橋下穿過 | 從阿力克斯·菲沙橋下穿過                                                       | 從阿力克斯·菲沙橋下穿過                                 |
| 大溫哥華地區                               | 素里   | 29.69 | 18.45 | 31                      | 皮廠路 往帕圖洛橋、新西敏、素里港                                             | 交匯處，東行出口可直接通往103A大道                      |
| 大溫哥華地區                               | 素里   | 30.43 | 18.91 |                         | 舊耶魯路                                                                      | 此出口將於舊耶魯路天橋工程完成後關閉                    |
| 大溫哥華地區                               | 素里   | 30.95 | 19.23 |                         | 帕圖洛橋                                                                      | 現時只於橋下穿過 交匯處興建中，預計於2025年啟用         |
| 大溫哥華地區                               | 素里   | 31.69 | 19.69 | 33                      | 124街                                                                         | 只有東行線出入口                                        |
| 大溫哥華地區                               | 素里   | 32.99 | 20.50 |                         | 北面：130街南面：橋景路 往英皇佐治大道、素里市中心、帕圖洛橋、新西敏          |                                                         |
| 大溫哥華地區                               | 素里   | 34.20 | 21.25 |                         | 136街                                                                         |                                                         |
| 大溫哥華地區                               | 素里   | 36.73 | 22.82 | 從曼港橋下穿過          | 從曼港橋下穿過                                                                | 從曼港橋下穿過                                          |
| 大溫哥華地區                               | 素里   | 42.89 | 26.65 |                         | 西面：104大道東面：金穗大道連接路 往金穗大道、金穗大橋                        |                                                         |
| 大溫哥華地區                               | 素里   | 44.14 | 27.43 |                         | 東西： 1號公路 往合普、溫哥華南面： 15號公路（176街） 往美加邊界              |                                                         |
| 1.000英里＝1.609公里；1.000公里＝0.621英里 |        |       |       |                         |                                                                               |                                                         |